# Luís Aguilar

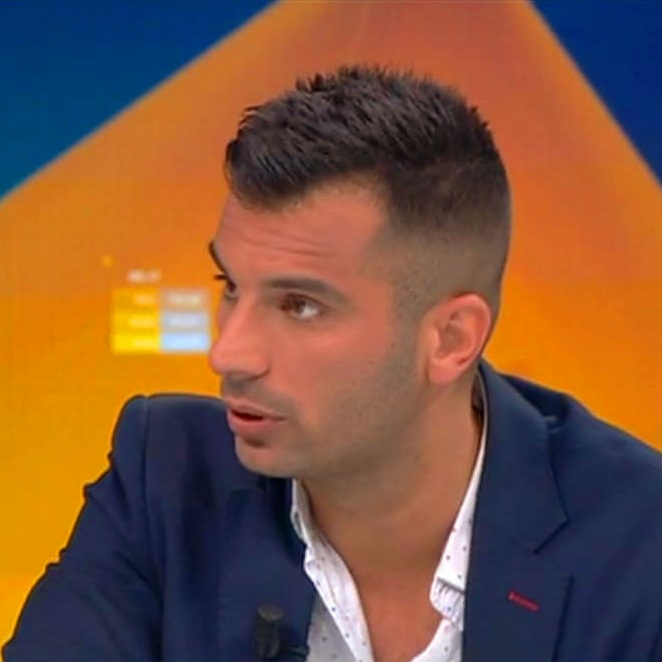
Perfil luis aguilar

Luís Aguilar (Entroncamento, 23 de fevereiro de 1982) é um jornalista e comentador desportivo especializado em futebol português e internacional.   

## Biografia
Luís Aguilar é um jornalista e comentador especializado em análise de futebol e mercado de transferências. 
Iniciou a sua carreira jornalística no diário desportivo Record, em 2002. Mais tarde, em 2004, foi um dos fundadores e director editorial da Inversus (revista temática de cultura urbana e reportagem social). 
Tem mais de uma dezena de livros publicados em Portugal com obras traduzidas no Brasil, Itália e Colômbia. 
Em televisão colabora com os canais SIC e SIC Notícias nos programas Jogo Aberto e Mercado Aberto. Antes passou pela TVI e colaborou com a CCTV America. 
Na imprensa escrita, tem passagens por vários títulos: Record, Sábado, Correio da Manhã ou Playboy Portugal. 
Atualmente, além das colaborações com televisões e imprensa escrita, desenvolve vários projetos de comunicação em plataformas virtuais e produz conteúdos para TV, rádio e online.

## Obras
- Jogo Sujo (2009)
- Sexo, Morte e Futebol: futebol são onze contra onze e no final ganha o ...sexo (2010)
- El Português - biografia de Paulo Futre (2011)
- Correio de Droga (2011)
- El Portugués parte II, biografia de Paulo Futre (2012)
- Jogada ilegal: os negócios do futebol, os grandes casos de corrupção, uma viagem aos bastidores da FIFA (2013)
- Jogo de Vida ou Morte: os heróis e vilões dos Mundiais de futebol (2014)
- Mourinho Rockstar: as duas faces do treinador mais polémico do mundo (2014)
- CR30: os 30 anos de vida e carreira de Cristiano Ronaldo (2015)
- Aposta Suja: os grandes casos de match-fixing no futebol (2015)
- FIFA Nostra: o maior escândalo de corrupção da história do futebol (2016)
- Sem Filtro - biografia do ex-presidente do Sporting, Bruno de Carvalho; autoria de Bruno de Carvalho, com coautoria de Luís Aguilar (2019)